# Le Haut-Saint-François
Le Haut-Saint-François ist eine regionale Grafschaftsgemeinde (französisch municipalité régionale de comté, MRC) in der kanadischen Provinz Québec.
Sie liegt in der Verwaltungsregion Estrie und besteht aus 14 untergeordneten Verwaltungseinheiten (drei Städte, acht Gemeinden und drei Kantonsgemeinden). Die MRC wurde am 1. Januar 1982 gegründet. Der Hauptort ist Cookshire-Eaton. Die Einwohnerzahl beträgt 22.335 (Stand: 2016) und die Fläche 2.273,39 km², was einer Bevölkerungsdichte von 9,8 Einwohnern je km² entspricht.

## Gliederung
Stadt (ville)
- Cookshire-Eaton
- East Angus
- Weedon

Gemeinde (municipalité)
- Ascot Corner
- Bury
- Chartierville
- Dudswell
- La Patrie
- Newport
- Saint-Isidore-de-Clifton
- Scotstown

Kantonsgemeinde (municipalité de canton)
- Hampden
- Lingwick
- Westbury

## Angrenzende MRC und vergleichbare Gebiete
- Coaticook
- Sherbrooke
- Le Val-Saint-François
- Les Sources
- Les Appalaches
- Le Granit
- Coös County, New Hampshire, USA